# Velîkopole, Iavoriv
Velîkopole (în ucraineană Великополе) este localitatea de reședință a comunei Velîkopole din raionul Iavoriv, regiunea Liov, Ucraina.

## Demografie
Componența lingvistică a localității Velîkopole
     Ucraineană (99,84%)
     Alte limbi (0,16%)
Conform recensământului din 2001, majoritatea populației localității Velîkopole era vorbitoare de ucraineană (99,84%), existând în minoritate și vorbitori de alte limbi.